# Viișoara (Vaslui)
Viișoara es una comuna ubicada en el distrito de Vaslui, Rumania.

## Superficie
Posee una superficie de 51,11 kilómetros cuadrados.

## Demografía
Hasta 2021 la población era de 1535 habitantes, con una densidad de población de 30,03 habitantes por kilómetro cuadrado.